# Mărcuș, Covasna
Mărcuș, mai demult Marcoș, (în germană  Markusdorf, Markesdorf, Makesdorf, Mackendorf, în maghiară Márkos, Oláhmárkos) este un sat în comuna Dobârlău din județul Covasna, Transilvania, România. Se află în partea de sud-vest a județului,  în Depresiunea Brașov, la poalele vestice ale munților Întorsurii. Biserica ortodoxă din localitate datează din secolul al XV-lea și este monument istoric (cod: CV-II-m-B-20303).